# Archipraon gausai
Archipraon gausai är en stekelart som först beskrevs av Quilis 1940.  Archipraon gausai ingår i släktet Archipraon och familjen bracksteklar. Inga underarter finns listade.